# Tassadia ovalifolia
Tassadia ovalifolia là một loài thực vật có hoa trong họ La bố ma. Loài này được (E.Fourn.) Fontella miêu tả khoa học đầu tiên năm 1977.